# Recolección urbana
La recolección urbana, recicle, buscar en la basura, o cirujeo, conocida también por su término en inglés dumpster diving, es la búsqueda de bienes útiles en los contenedores de basura de supermercados, centros residenciales u oficinas; es decir, es la acción y efecto de cirujear. Esta técnica es utilizada sobre todo por los friganos y se diferencia del reciclaje en tanto no se están recolectando bienes para su transformación industrial sino para el uso del recolector o grupo de recolectores.
Esta práctica no se relaciona necesariamente con la necesidad o con la falta de recursos para adquirir bienes, lo cual también la diferencia de la actividad llevada a cabo por los cartoneros o recicladores. Un recolector urbano puede hacerlo simplemente por la emoción que implica realizar un acto considerado en muchos países como ilegal. Así mismo muchos recolectores urbanos van en búsqueda de documentación que les permita conocer información privada de las personas como puede ser claves de tarjetas de crédito, números telefónicos, etc.
El alimento se puede adquirir a menudo de este modo en panaderías o almacenes de comestibles. Las oficinas, las fábricas, los almacenes grandes, y otros establecimientos comerciales también desechan los artículos no perecederos que fueron vueltos o tienen daños de menor importancia.

## Descripción

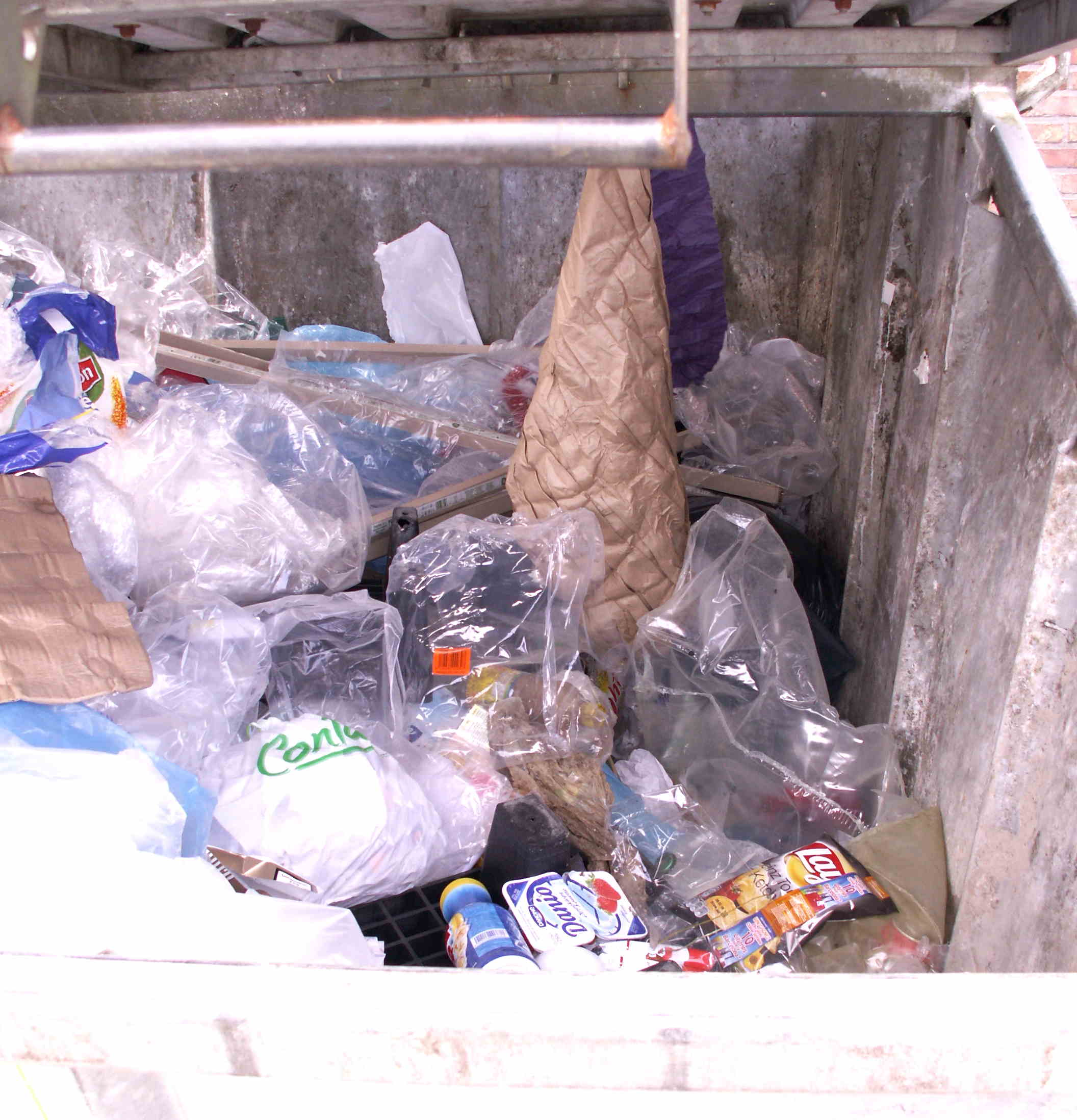
Los supermercados desechan grandes cantidades de productos alimenticios sin vender.

En los Estados Unidos, Canadá, y Europa, los supermercados desechan rutinariamente alimentos antes de la fecha de vencimiento ya sea debido al overstock, las imperfecciones o los defectos de menor importancia. A menudo, este alimento es seguro para el consumo. Se considera buena práctica lavar cualquier artículo desempaquetado del alimento.
La recolección urbana puede ser un acto espontáneo al considerar un artículo útil en la basura, una opción consciente al asumir una forma de vida de bajo-impacto (por ejemplo, como parte de friganismo), una habilidad adquirida por aquellas personas con pocas otras opciones para obtener mercancías o alimentos, o una estrategia deliberada para encontrar la información y el material para otros propósitos (p. ej., investigaciones privadas o de funcionarios de la policía). El término también se asocia a hurgar a través de basura que se encuentra en las aceras de la ciudad. Los muebles desechados, la electrónica, las aplicaciones, los libros, y la ropa son todos encontrados comúnmente.
El buceo en contenedores con intenciones maliciosas puede llevar a los ciberatacantes a buscar información sensible, como direcciones IP, detalles de cuentas bancarias y números de Seguro Social, revisando la correspondencia desechada o recuperando artículos arrojados en los contenedores. Además, los perpetradores pueden intentar ampliar sus bases de datos de contactos recurriendo al buceo en contenedores en las instalaciones de empresas, con el objetivo de obtener acceso a información confidencial y sensible, como listas telefónicas o registros.